# Пінобетон

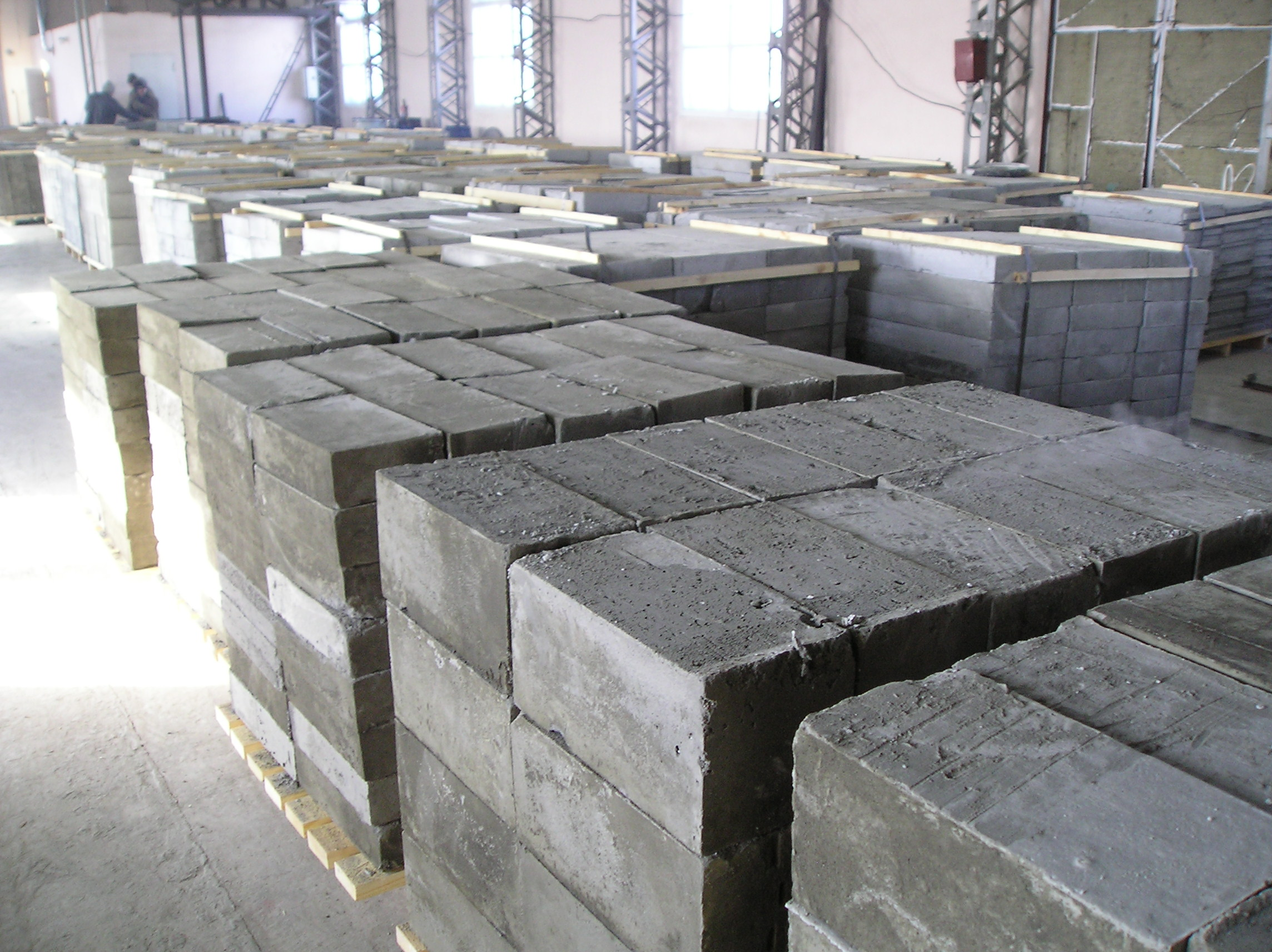
Склад готових газопіноблоків.

Пінобето́н — будматеріал, що класифікується як легкий бетон із вмістом понад 20 % бульбашок у цементному замісі, утворених з використанням віповідного піноконцентрату. Специфічні властивості пінобетону: добра текучість, самозагущення, самовирівнювання, стійкість розмірів, а також низька густота передусім. Його склад можна змінювати так, щоби матеріал показував низьку тривкість, добрі термоізоляційні властивості, добру міцність на стискання при відносно низькій густині.
Саме можливості отримання широкого діапазону густини, вбудовування матеріалу у рідкому стані, а також простий спосіб виробництва є головними перевагами пінобетону, що дозволяють використовувати його у різних специфічних рішеннях. У дорожньому будівництві особливо ціниться легкість його вбудовування, а також усування у разі перебудови.
У транспортному будівництві його можна використовувати у якості матеріалу неконструкційного (наповнювача чи допоміжного) і водночас конструкційного, вбудованого у шари дорожнього плаща. Окремим рішенням стало застосування пінобетону при будівництві мостових та пропускних споруд, у тунелях тощо чи закладенні супутніх об'єктів, наприклад бензозаправок. У якості наповнювача пінобетон можна використати при заповненні порожніх місць, чи при роботах, пов'язаних із створенням придорожньої технічної інфраструктури, напр., заливці старих каналізаційних труб, міжтрубного простору водно-каналізаційних систем.
Пінобетон часто використовують при ремонтах технічної інфраструктури, оскільки, завдяки простоті виготовлення, зменшується час робіт, а отже і виключення дороги з руху.
У зв'язку із нескладним вбудовуванням та низькою густотою, переваги пінобетону відрізняються у багатьох конструкціях поверхні: при реконструкції та перебудові доріг чи розширенні смуг руху, спорудженні стоянок або при дорогах на слабкій основі.